# 來牟黎氏墓
來牟黎氏墓位於四川省自貢市榮縣，文物遺址年代判定為清。2012年7月16日公佈為第八批四川省文物保護單位。

## 簡介[2]
來牟黎氏墓位於四川省自貢市榮縣來牟鎮來牟村，坐東北向西南，修建於清道光元年（1821），由墓塚、牌坊、拜台、神柱組成，占地面積174平方公尺。墳家以泥土壘成，四周由條石砌成堡坎，長7.5公尺，寬6公尺，高3.5公尺。墓碑為4柱3開間三樓廡殿頂石坊，兩側有八字儀牆，外有抱鼓石，墓碑高3.86公尺，寬5.2公尺，明間上刻有“皇清例贈誥國子……”等字樣，柱上刻有槌聯。墓前兩側各立兩根方形神柱，神柱兩面刻對聯，一面刻圖案。墓碑及神柱均刻有人物、花卉、瓜果等，雕刻精緻細膩，栩栩如生。黎氏墓保存完整、雕刻精緻，對研究清代四川地區的葬俗文化及碑刻藝術具有重要的價值。2009年，來牟黎氏墓被自貢市人民政府公佈為市級文物保護單位。